# Лісові Гринівці
Лісові́ Грині́вці — село в Україні, центр Лісовогринівецької сільської територіальної громади Хмельницького району Хмельницької області. Населення становить 2108 осіб.

## Географія
Село розташоване за 2 км від шосе Хмельницький — Старокостянтинів та за 13 км від районного центру.

## Історія
Першопочатки історії слід шукати ще за часів Трипілля (IV-III тис. до н.е.) Про це свідчать археологічні знахідки, зроблені тут у 90-х роках ХХ століття [1; с.54-57]. На території села і його околиць знайдено знаряддя праці та кілька поселень ІІ–IV ст. до н.е. Це свідчить, що мешканці поселення використовували не тільки мотичне, а й орне землеробство. Дані розкопок фіксують також, що поряд із землеробством і скотарством мала розвиток і реміснича діяльність. А нещодавно (у 2010р.) поблизу траси, яка веде на Старокостянтинів, на глибині двох метрів було знайдено могильники, які є унікальними захороненням часів черняхівської культури (датовані ІІІ ст. н.е.)[2;с.36-37].
Назва Лісові Гринівці зберігається за селом з часу його заснування у 1735 році.
За переказами, на цьому місці, де зараз розташоване село колись був віковічний ліс, у якому оселився чоловік на ім'я Гринь зі своїми рідними і товаришами. Віковічні ліси були добрим захистом від польської шляхти. Зараз ці ліси знищено, але саме село нагадує ліс своїми густими садами і маленькими залишками лісу. Шедевром цієї чудової місцини є урочище «Лисячі нори»,  розташоване на північно-східній околиці села та відоме своїми лисячими сім’ями.
За переказами, і в церковних записах відмічено, що населений пункт почав оформлятися в село з того часу, як цією місцевістю заволодів князь Четвертинський. Поселенці Гриня, яких на той час побільшало, почали селитися хутором, а пізніше утворили село, назвавши його Лісовими Гринівцями, у честь першого жителя Гриня.
Лісові Гринівці – одне з давніх поселень Поділля, яке дуже часто терпіло від нападів кримських татар, а потім польської шляхти. Тому населення вимушене було переховуватися у лісах, а згодом утворювати хутори.
В околицях села є підвищені місця, на яких в давнину стояли сторожові сигнальні башти для спостереження за рухом татар, які часто набігали своїми ордами і плюндрували місцеве населення. Ще й зараз в урочищі «Липники» можна побачити на найвищому місці насипану високу земляну могилу, на якій колись стояла сторожова башта, а урочище «Баша» очевидно носить назву від слова «Башта», бо на цьому місці теж стояла сторожова башта.
Збереглись народні назви «дільниця», «бевзи», «міхальці», «царова гора», склалися давно і найбільш правдоподібне їх походження від прізвищ родин, що поселилися там.
Село розвивалось і переходило із рук в руки. В ХІХ ст. відомо, як власність поміщика Цембровського. У 1831 побудована церква на честь св. Параскеви, через шість років добудована дзвіниця. У 1866 році відкрита церковно – приходська школа протоієреєм Антонієм Колтоновським. З 1891 директором працював Дичинський Микола, а протягом 1900 – 1917 працював учителем випускник семінарії Заболотний. У 1912 відкрито земську школу, яка проіснувала до 1917 року.
Остаточно радянську окупацію було встановлено у 1920 році загонами бандита Котовського Г.І.
У 1923 році був створений колгосп «Перемога». Пережило населення і два роки страшного голоду 1932-1933 рр.
Німецька окупація для села розпочалась 07 липня 1941 року. Активно діяла партизанська група під керівництвом М.С. Гандзишина – учасника Проскурівського підпілля. За свою діяльність проти окупантів був замучений в гестапо. До підпільників входили: Пичко О.М., Тисячна В.Я., Картенівська К.Л. Марчук Я.С., та Яровий І.Ю., відправлений з підпілля в партизанський загін.  Підпільники посильно допомагали армії в ході Проскурівсько – Чернівецької операції. Звільнено село 22 березня 1944 року 189 жителів  нагороджено медалями та орденами, 159 не повернулось, вічна їм слава.
Після війни село поступово відновлювало роботу, запрацював радгосп, відкрились два магазини, будинок культури. В 1967 році збудовано нове приміщення школи, яке діє і сьогодні.
В часи незалежності Лісові Гринівці перетворились на сучасне, привабливе, газифіковане (з 1990р.) село. Російсько-українська війна покликала на захист 20 патріотів, захисників державної незалежності. Лісові Гринівці – центр новоутвореної громади до якої входять: Скаржинці – (299 осіб.), Пашківці – (496 осіб), Климашівка – (412 осіб), Стуфчинці – (1162 осіб), Тиранівка – (130 осіб), Печеськи – (393 осіб), Ходаківці – (231 осіб), Терешівці – (561 осіб), Редвинці – (264 осіб), Гнатівці – (495 осіб), Моломолинці – (403 осіб), Шпичинці- (392 осіб), Аркідіївці – (431 осіб). Очолює Гралюк Віталій Володимирович. Пишається село своїми земляками: Кравчук М.В. – завідуючою кафедри Житомирського університету, полковниками Радянської армії  Макутрою О.П., Семчуком І.В., Коцюбою М.К – колишнім директором школи, нагородженого орденом Леніна.

## Населення

### Мова
Розподіл населення за рідною мовою за даними перепису 2001 року:
| Мова            | Кількість | Відсоток |
| --------------- | --------- | -------- |
| українська      | 2044      | 96.96%   |
| російська       | 53        | 2.51%    |
| вірменська      | 5         | 0.24%    |
| румунська       | 4         | 0.19%    |
| білоруська      | 1         | 0.05%    |
| інші/не вказали | 1         | 0.05%    |
| Усього          | 2108      | 100%     |

## Символіка
Затверджена 30 жовтня 2014р. рішенням №89 сесії сільської ради. Автори - О.С.Підгурський, В.Лежанський.

### Герб
У золотому щиті з зеленої ялиноподібної укороченої бази виходить козак у червоному одязі і чорних чоботях, зі списом у правій руці. В лазуровій главі золота біноклеподібна посудина.

### Прапор
Прямокутне полотнище із співвідношенням сторін 2:3 розділене на три рівновеликі горизонтальні смуги – жовту, синю, зелену. Від древкових кутів до центру відходить малиновий рівносторонній трикутник.

## Використана література
1.Демидко С.Ю. Археологічна карта міста Хмельницький//Місто Хмельницький в контексті історії України: Матеріали наукової конференції, присвяченої встановленню дати «1431 рік» датою найдавнішої згадки про Хмельницький в історичних документах. – Хмельницький, Кам’янець – Подільський, 2006.-С.48-59.
2. Демидко С.Ю. Могильник черняхівського часу Лісові Гринівці, 3А (Поперереднє повідомлення)// Місто Хмельницький в контексті історії України: Матеріали ІІІ Науково – краєзнавчої конференції. – Хмельницький. 2011.-С.35-38.
(Укладач: Вітковський М.Л. – вчитель історії Лісовогринівецького НВК)В Лісових Гринівцях і на околицях виявлено знаряддя праці і поселення трипільської культури.

## Об'єкти соціальної сфери
- Лісовогринівецька ЗОШ І-ІІІ ступенів
- Дитячий садочок

## Пам'ятки
- Лісогринівецький заказник — лісовий заказник місцевого значення.

## Галерея

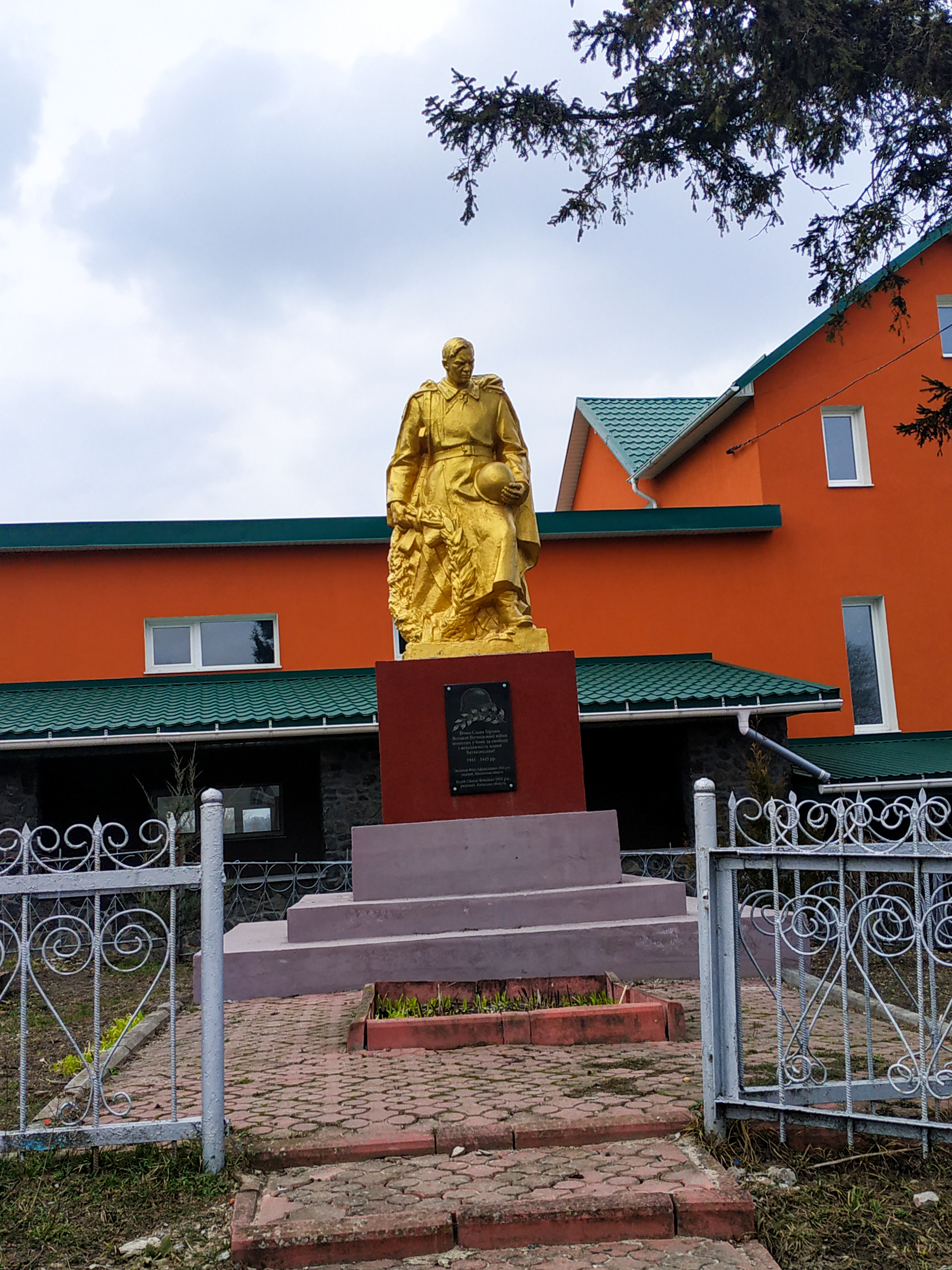
Пам'ятний знак на честь воїнів-односельців
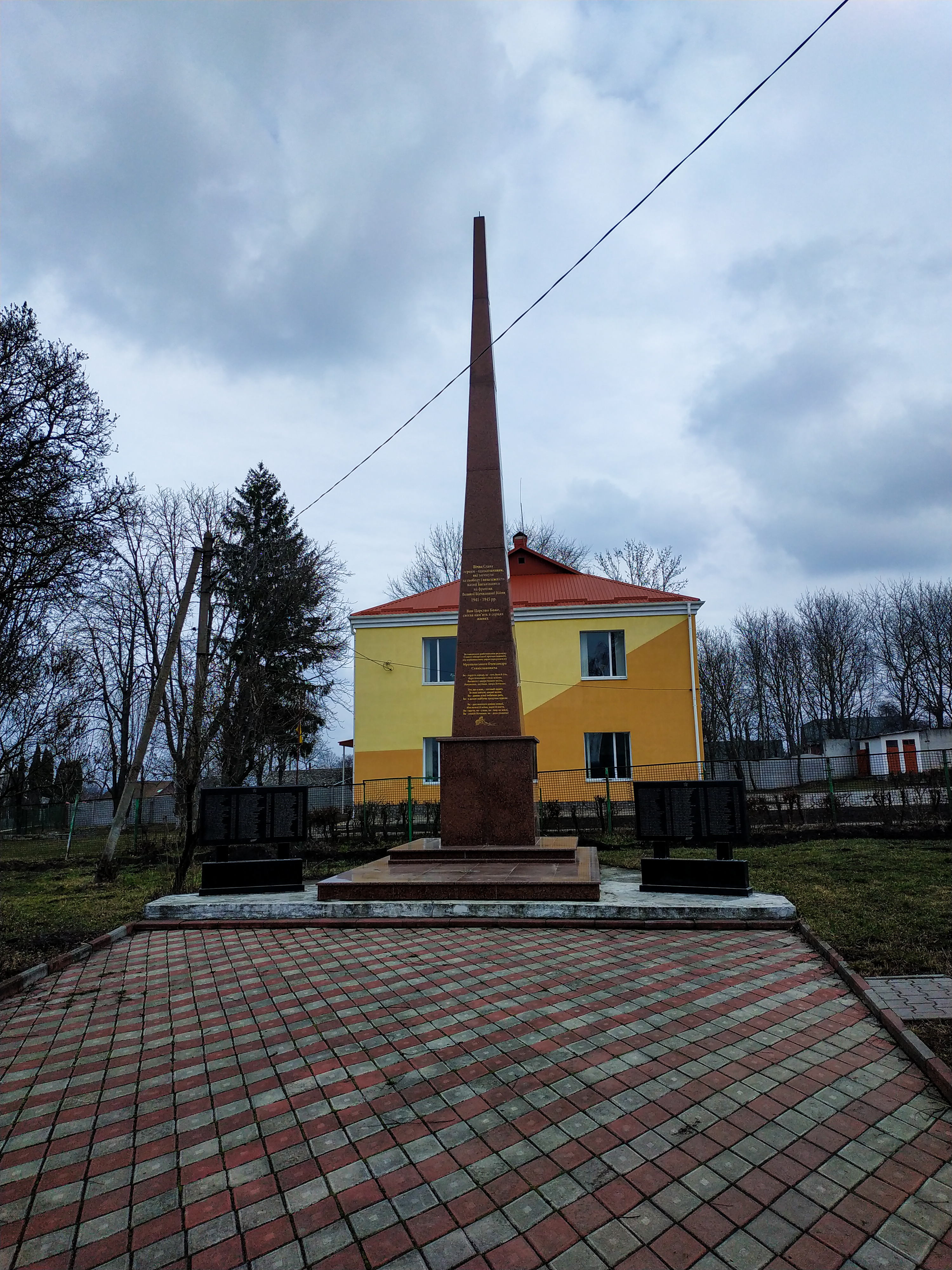
Братська могила радянських воїнів
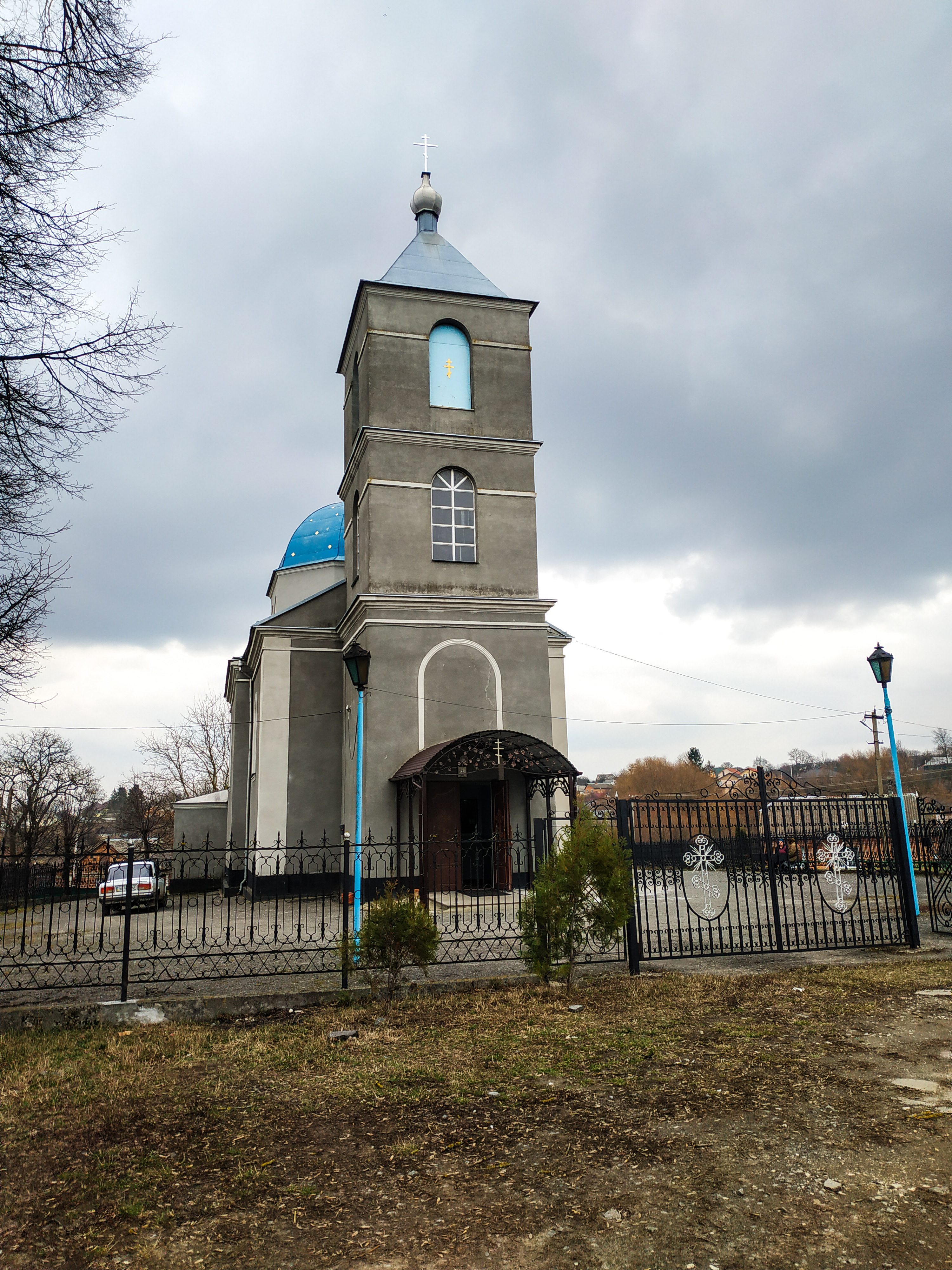
Храм Св. Параскеви
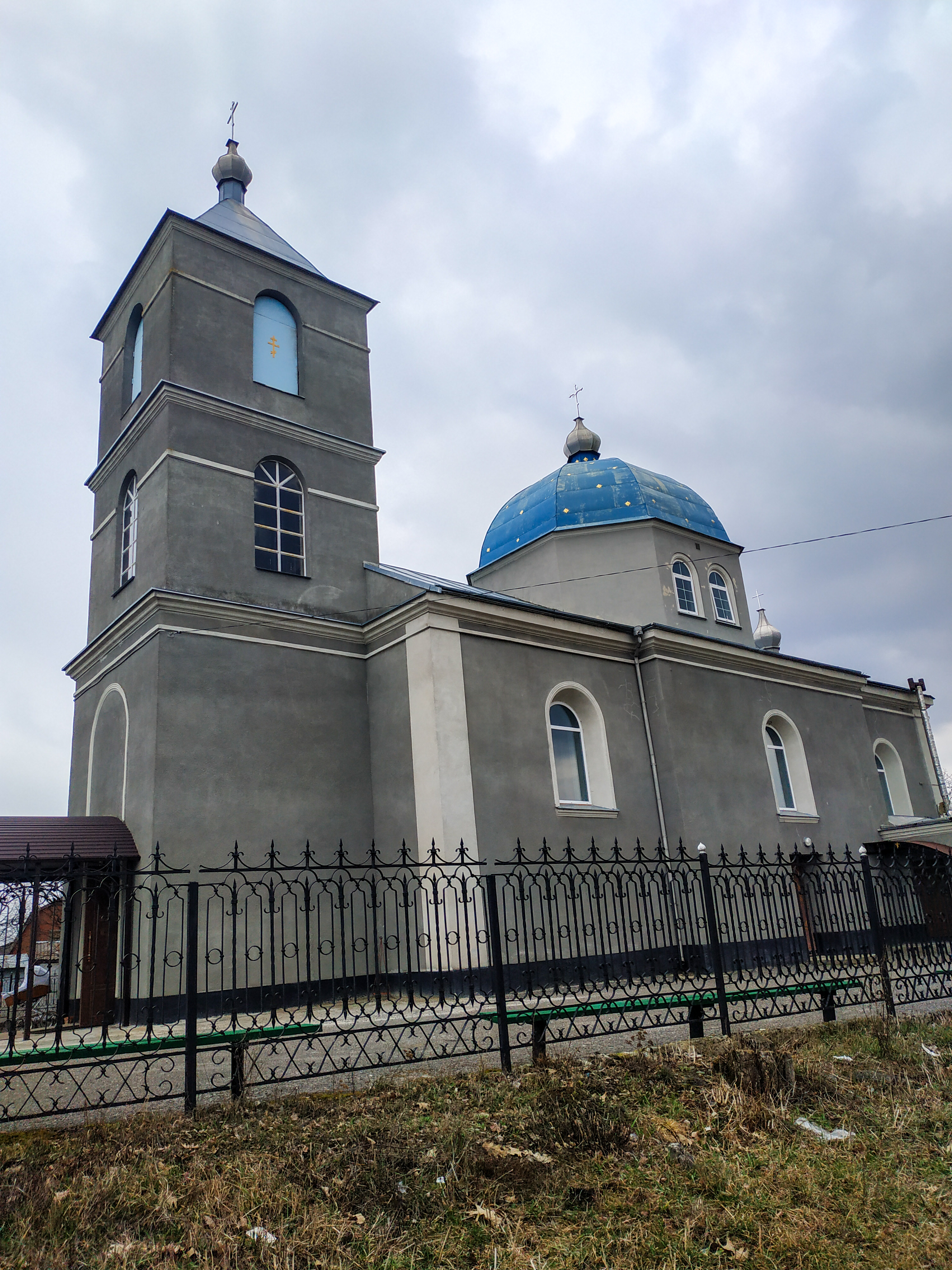
Храм Св. Параскеви на вул. Заводській
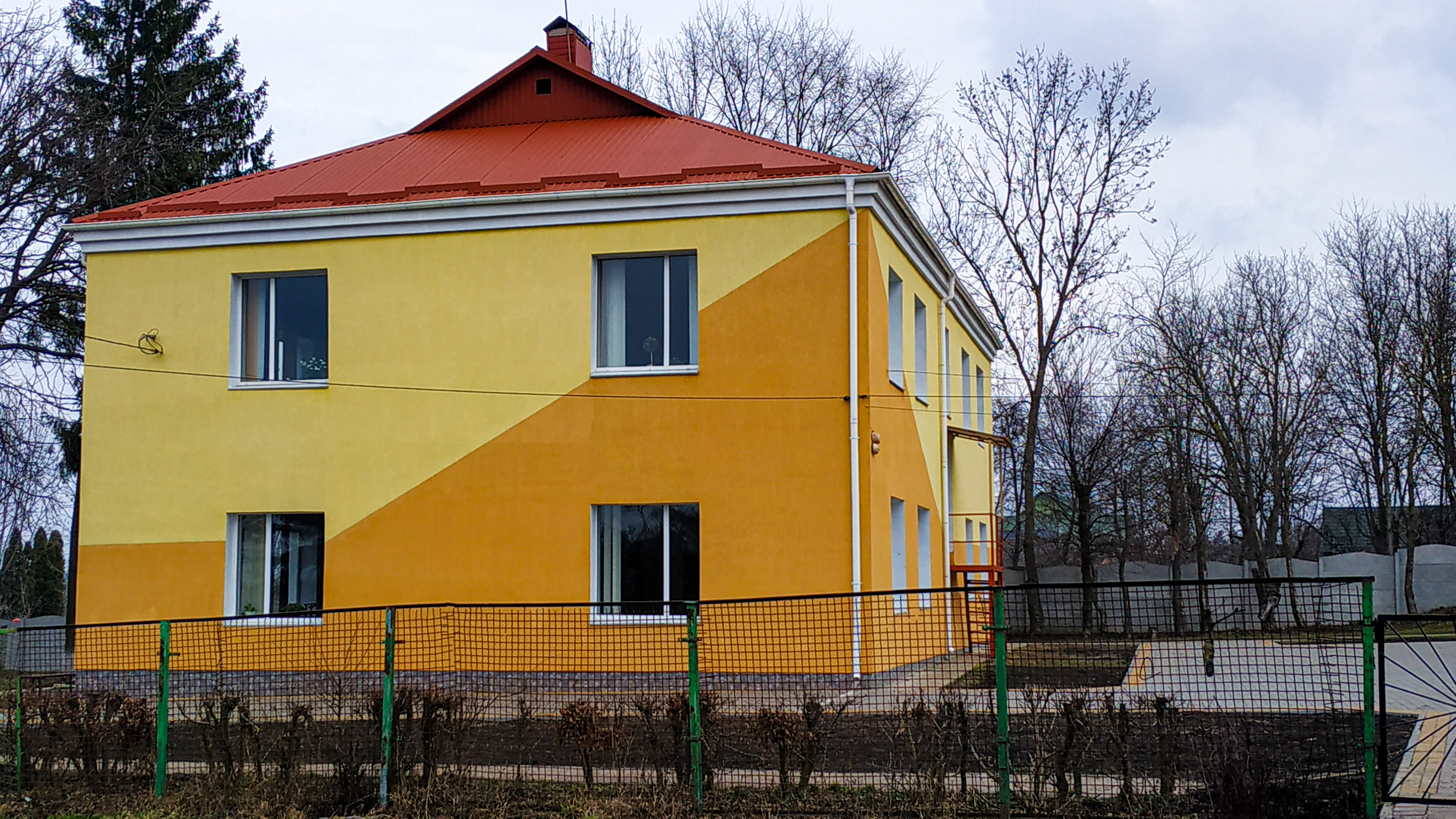
Дитячий садок
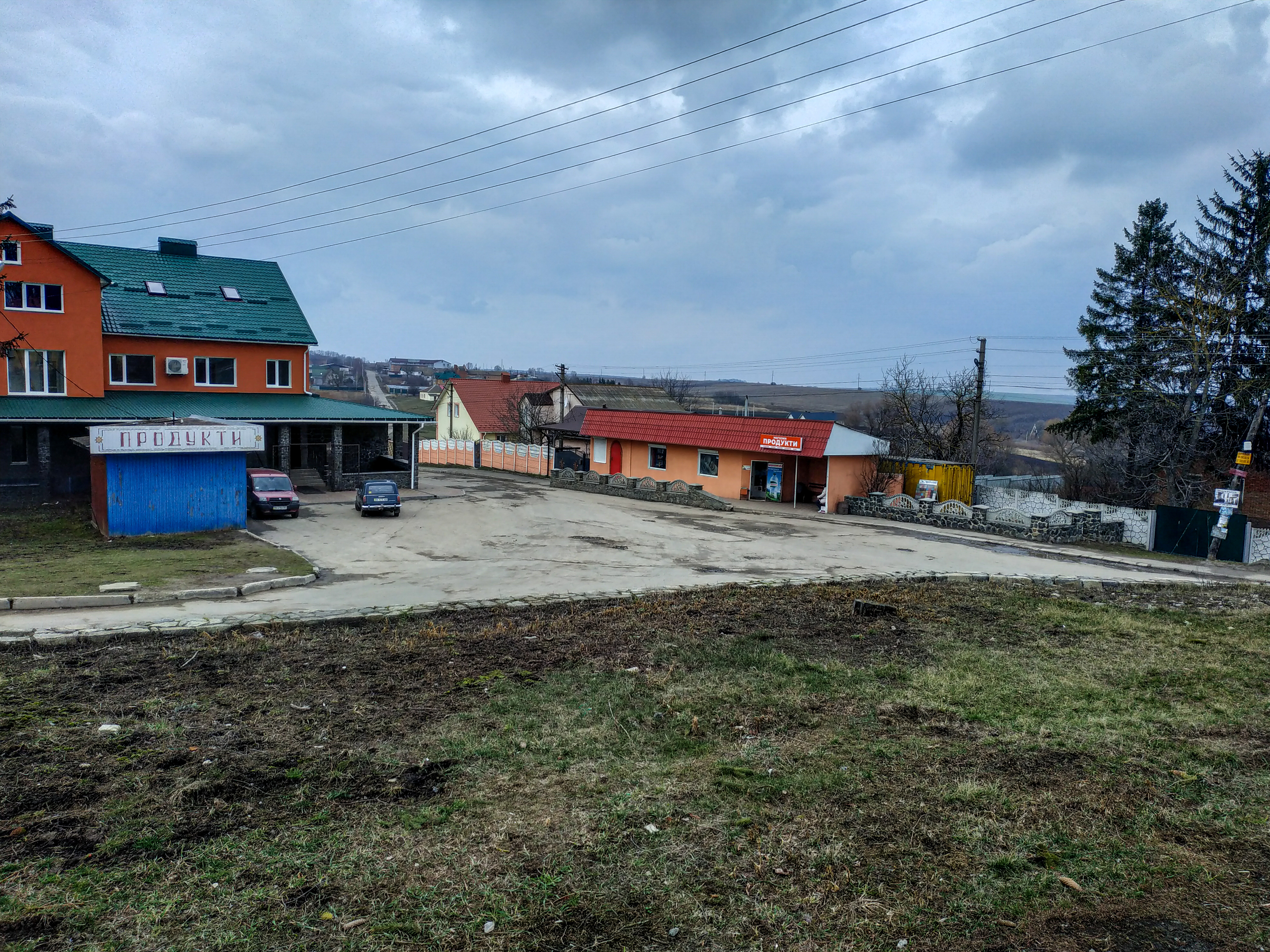
Центр села
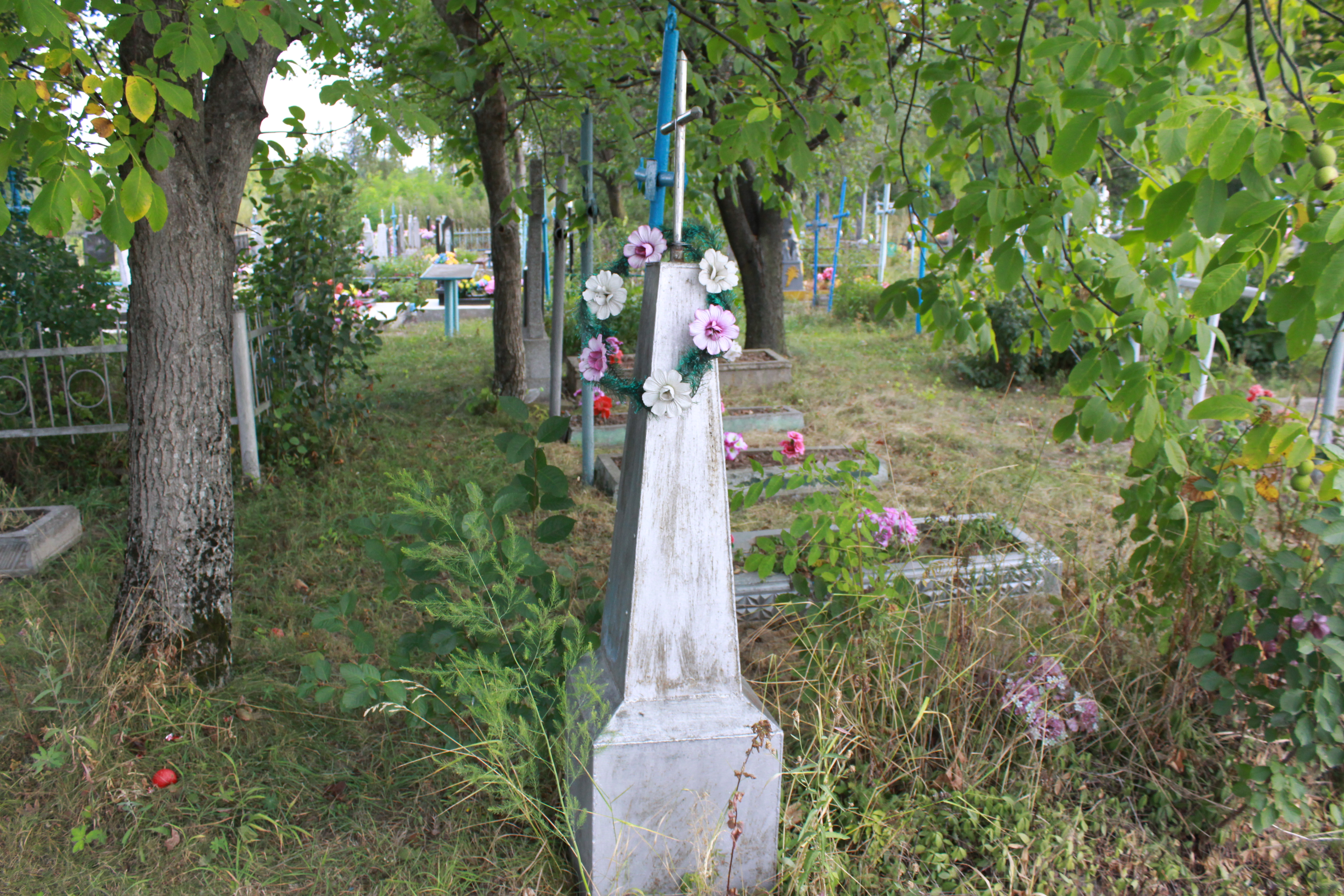
Братська могила воїнів Червоної Армії
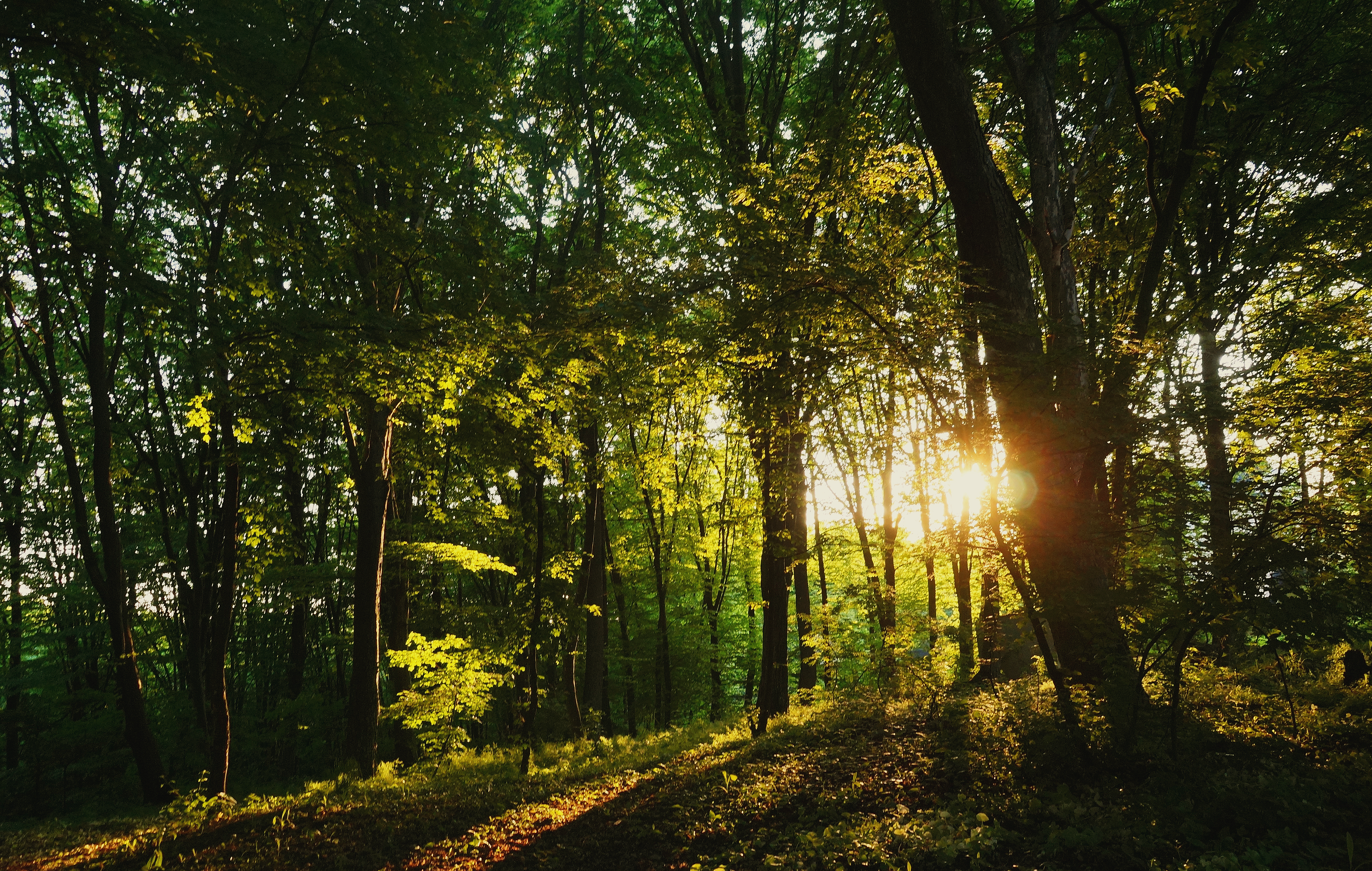
Лісогринівецький заказник
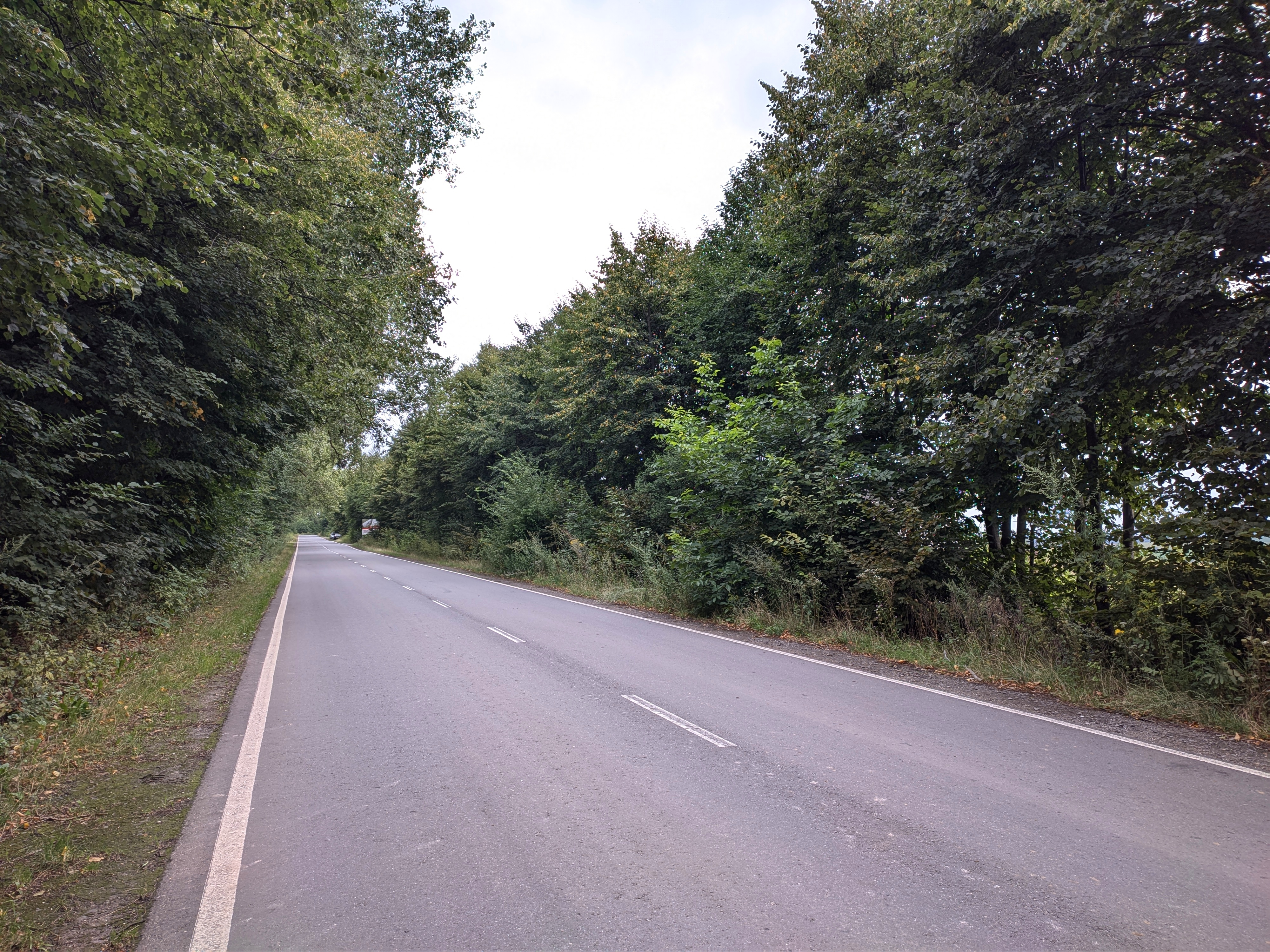
Дорога на село з боку траси Н03
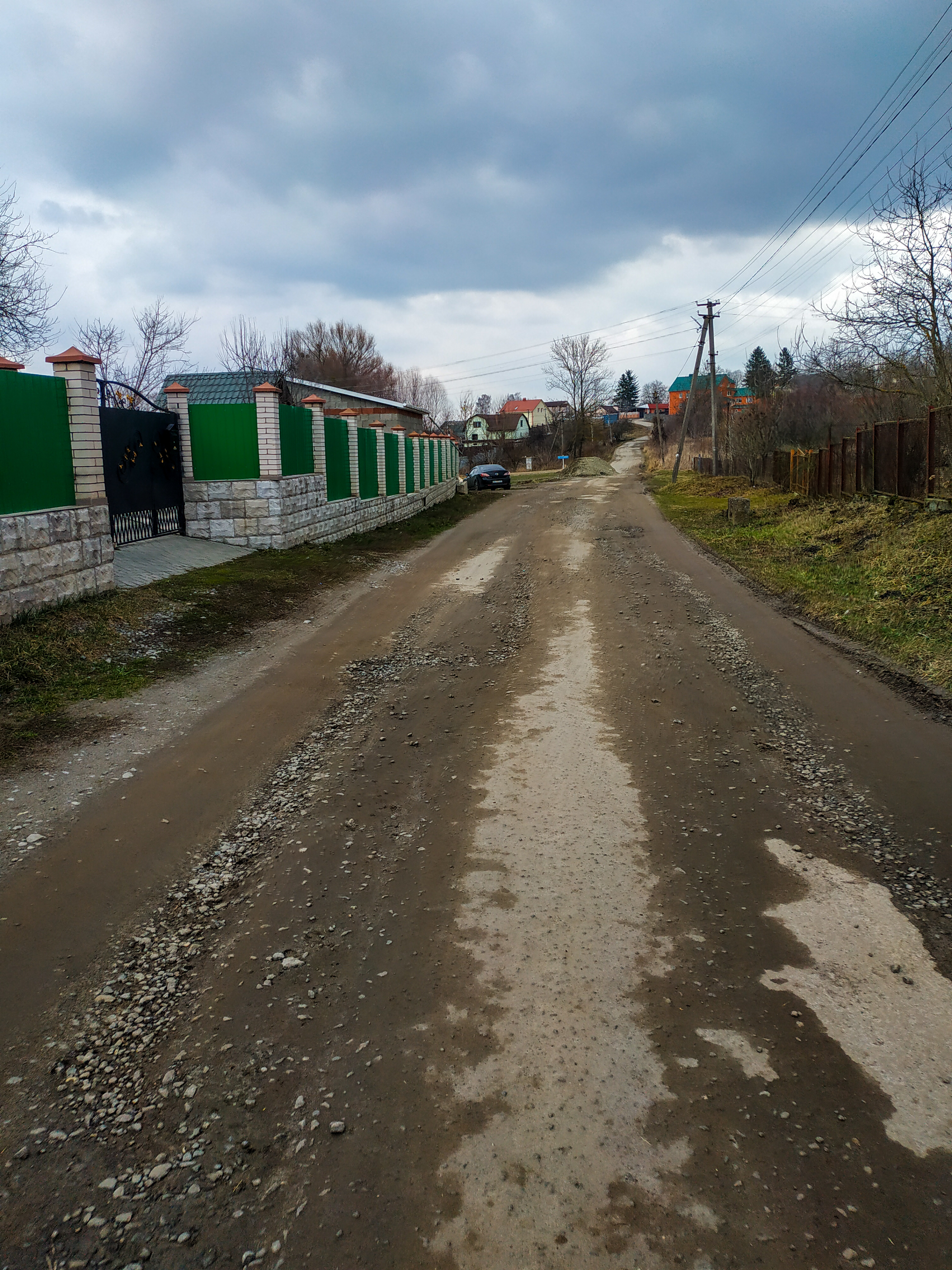
Вулиця Заводська
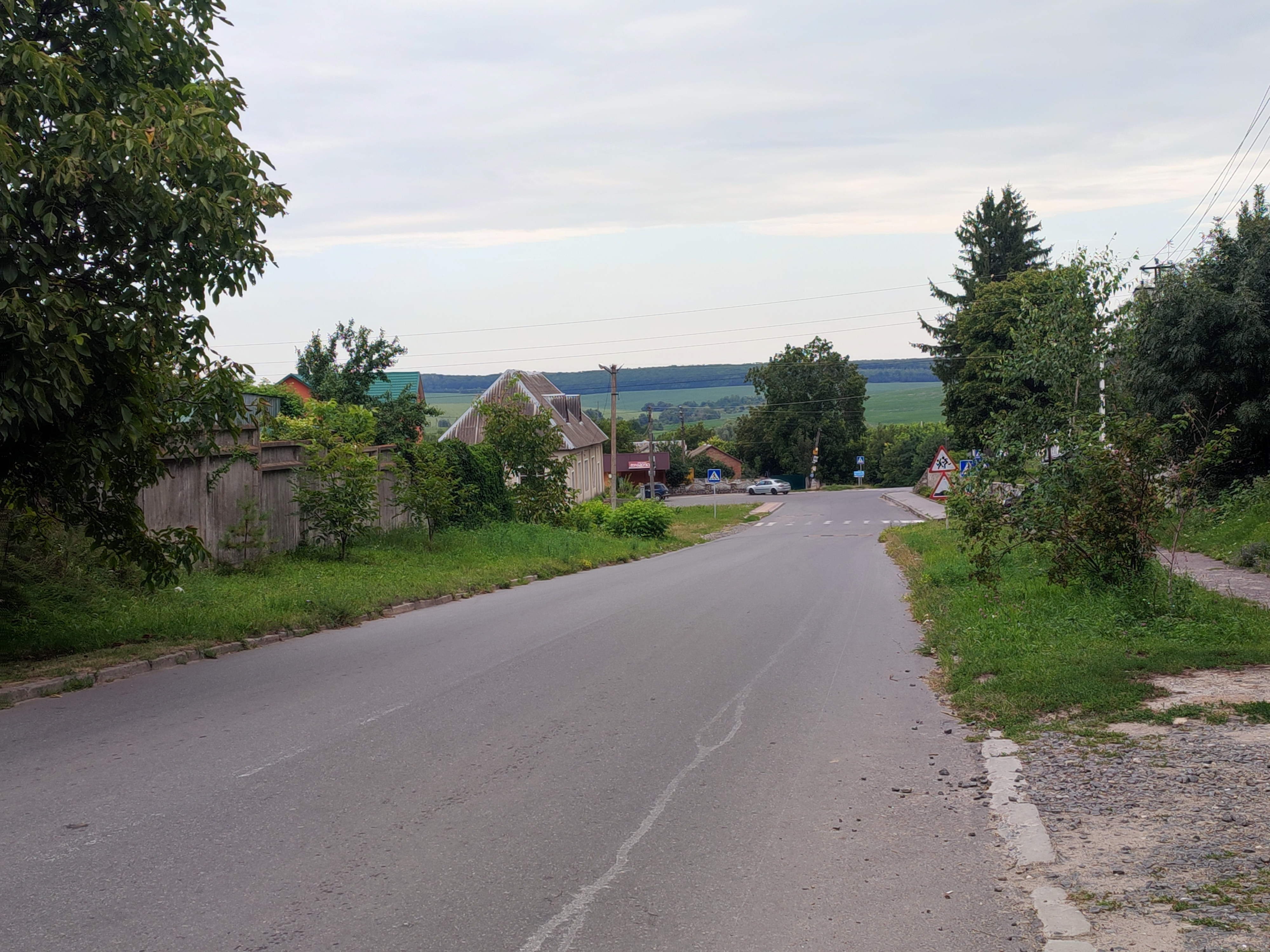
Вулиця Хмельницька
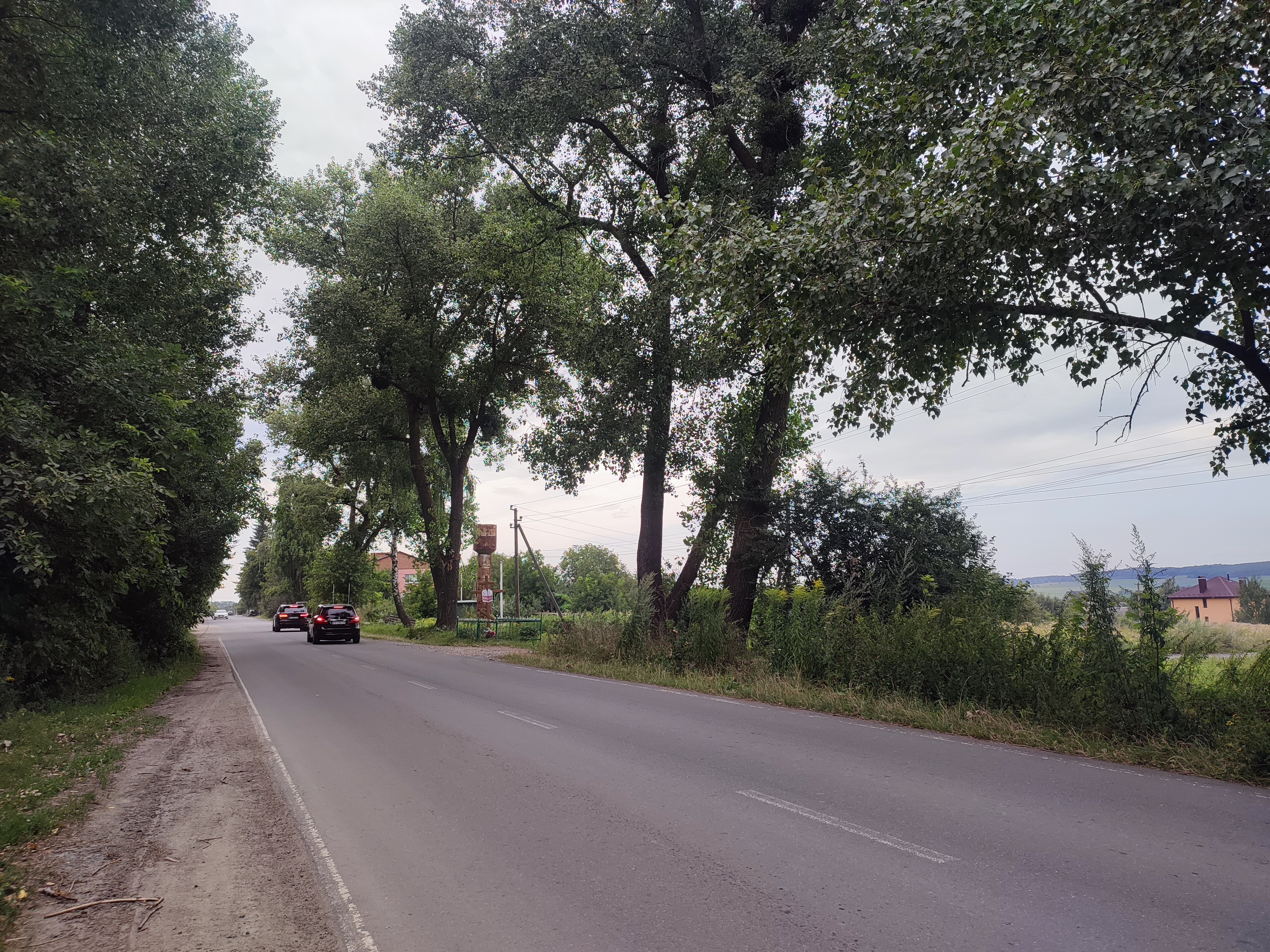
Вулиця Центральна
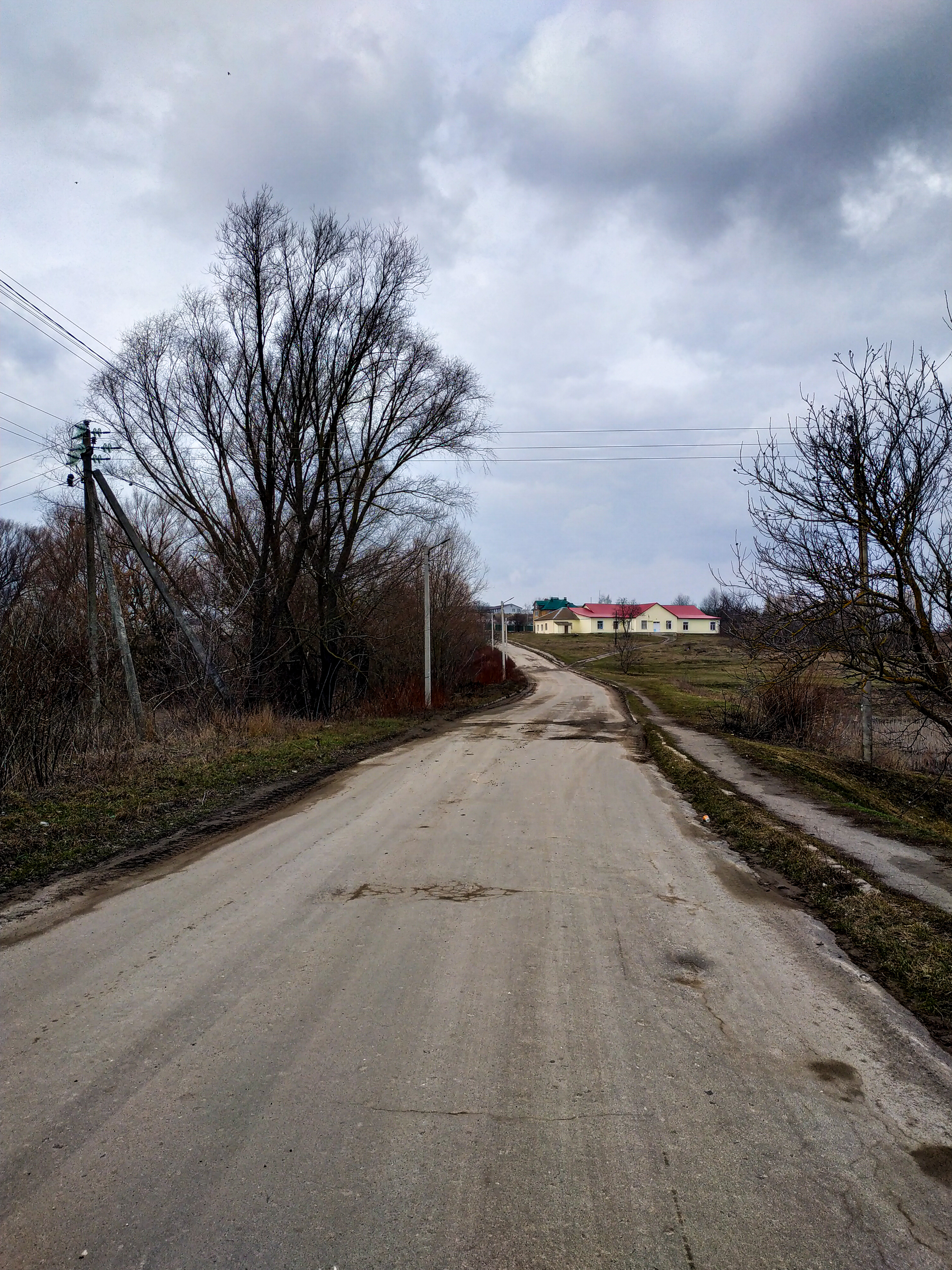
Вулиця Центральна в західній частині села
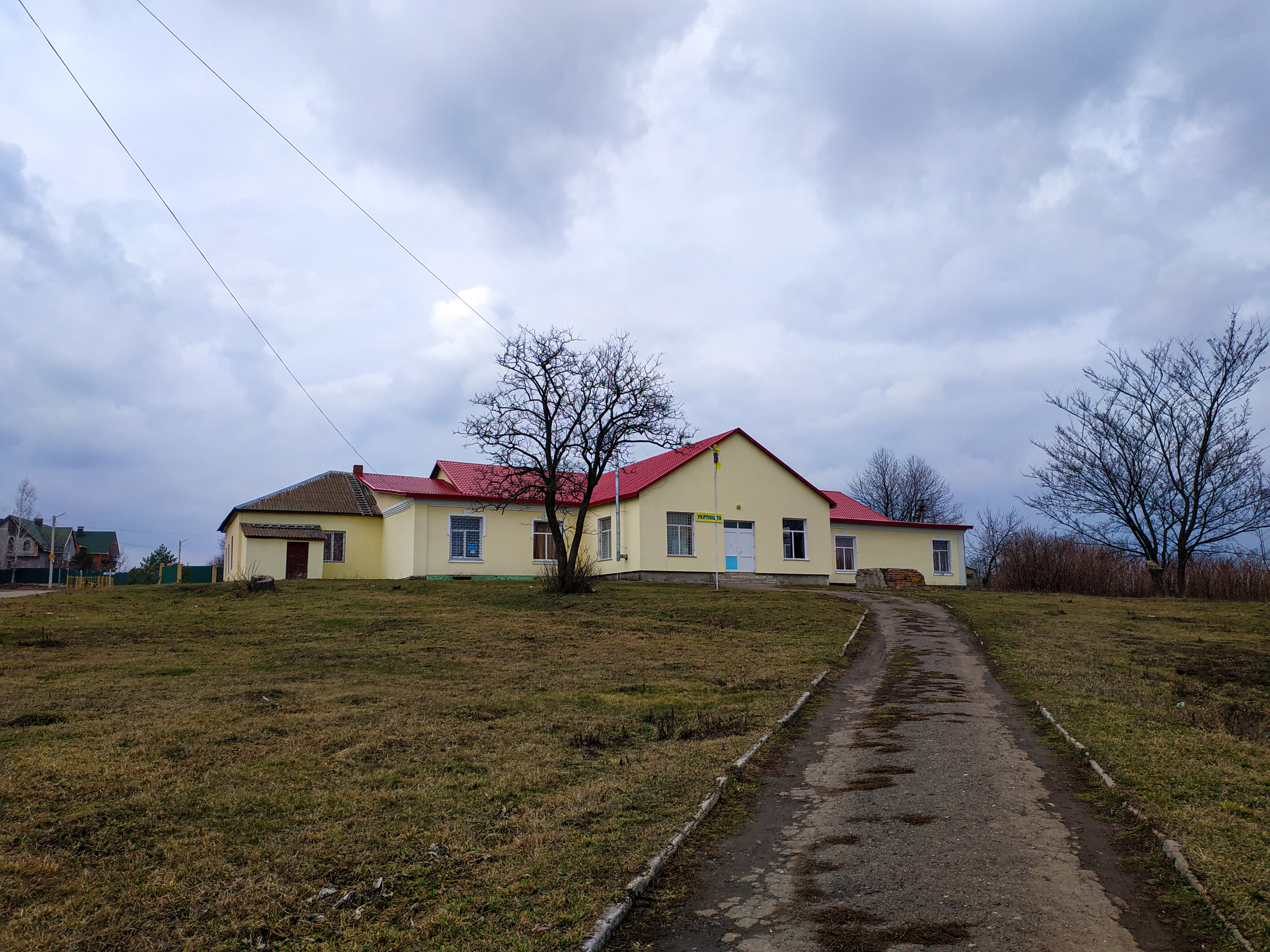
Клуб, пошта й бібліотека
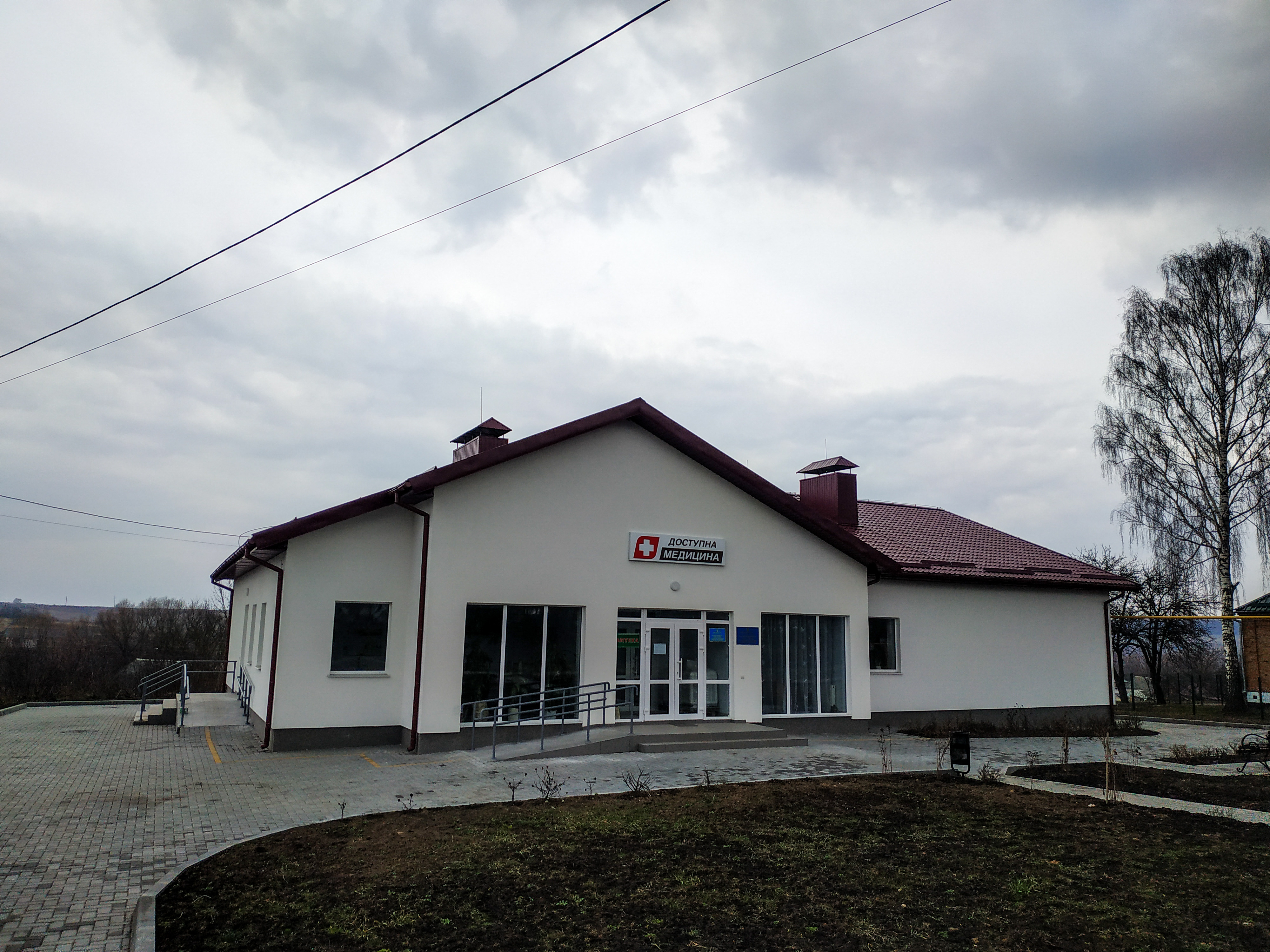
Аптека і амбулаторія
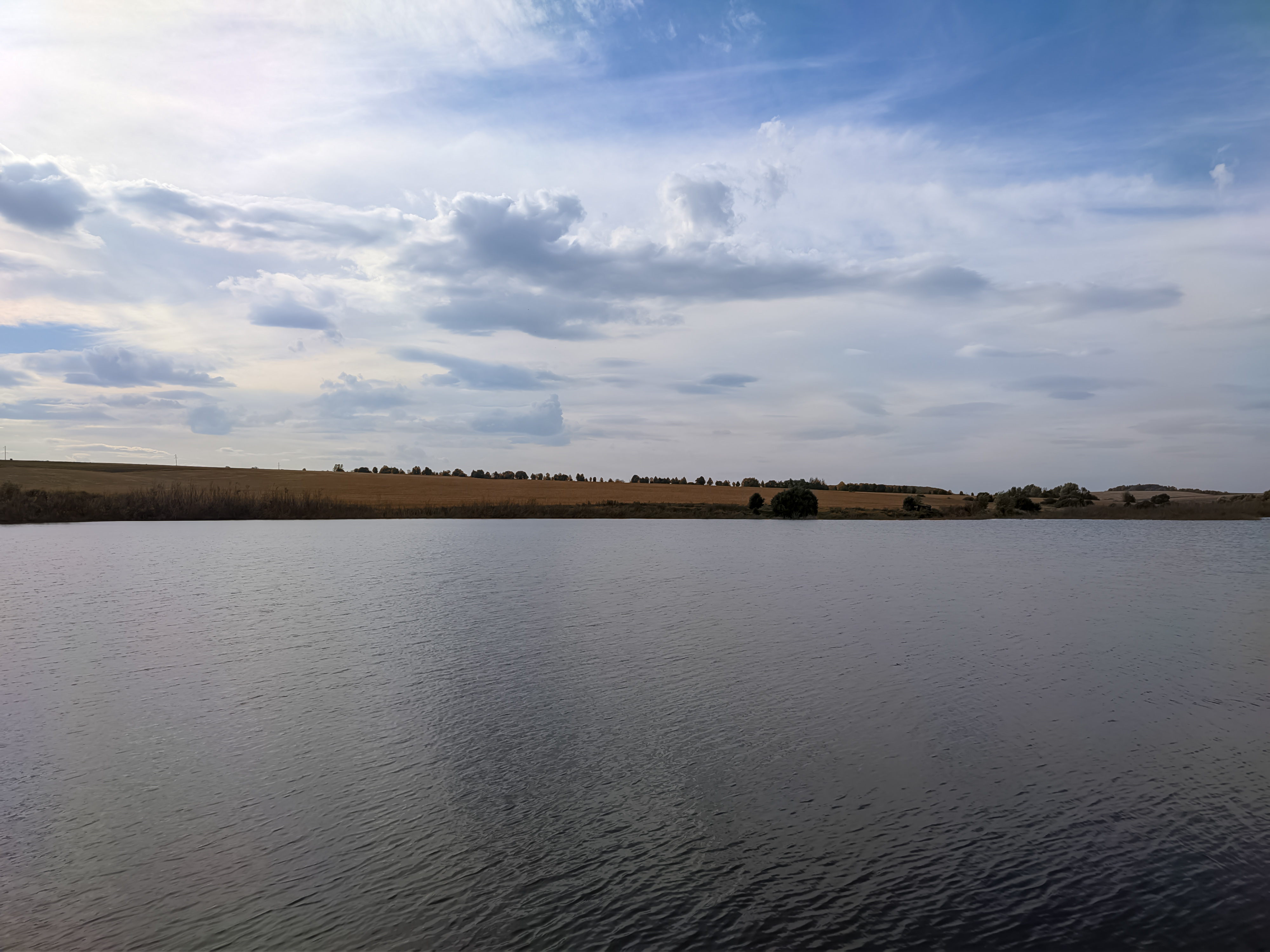
Озеро на північ від села